# Laurențiu Budur
Laurențiu Budur (12 de febrero de 1963) es un deportista rumano que compitió en bobsleigh. Ganó una medalla de bronce en el Campeonato Europeo de Bobsleigh de 1992, en la prueba cuádruple.

## Palmarés internacional
| Campeonato Europeo | Campeonato Europeo   | Campeonato Europeo | Campeonato Europeo |
| Año                | Lugar                | Medalla            | Prueba             |
| ------------------ | -------------------- | ------------------ | ------------------ |
| 1992               | Königssee (Alemania) | Medalla de bronce  | Cuádruple          |